# Miłość i gniew (film 1959)
Miłość i gniew (ang. Look Back in Anger) – brytyjski dramat społeczny z 1958 roku w reżyserii Tony’ego Richardsona, zrealizowany na podstawie sztuki Johna Osborne’a pod tym samym tytułem. Uznawany za obraz zapoczątkowujący nurt młodych gniewnych w kinie brytyjskim.

## Treść
Film opowiada o sfrustrowanym handlarzu Jimmym Porterze (Richard Burton), który dobrowolnie rezygnuje z wyższego wykształcenia, wyładowując swój gniew na żonie Alison (Mary Ure), córce emerytowanego oficera. Jednocześnie Jimmy z niepokojem zauważa, że jego przyjaciel z targowiska, Hindus Kapur, spotyka się z coraz większymi szykanami ze strony lokalnej policji. Nie znosząc własnej żony Porter wdaje się w romans z Heleną Charles (Claire Bloom). Równocześnie sklepik Kapura zostaje zamknięty przez brytyjską policję.

## Odbiór
Uwagę współczesnych krytyków zwróciła agresywność Burtona w roli głównej, okrzykniętego przez dziennikarza „The Guardian” trollem na miarę XX wieku. Drapieżność głównego bohatera łączy się z silną mizoginią i „surrealistycznym humorem” samego filmu („The Times”). Część brytyjskich krytyków wprawdzie twierdzi, że Miłość i gniew jest już filmem anachronicznym, zbyt literackim i niefortunnym w doborze głównych ról. Mimo to dzieło Richardsona – jego pierwszy film fabularny – przygotowało grunt pod bardziej udane artystycznie produkcje, takie jak Smak miodu oraz Samotność długodystansowca.